# Armando (Vorname)
Armando ist ein männlicher Vorname.

## Herkunft und Bedeutung
Armando ist eine spanische, italienische und portugiesische Form des Vornamens Hermann.

## Namensträger

### Vorname
- Armando Alarcón (* 1955), ehemaliger chilenischer Fußballspieler
- Armando Alba Zambrana (1901–1974), bolivianischer Politiker und Diplomat
- Armando Amaral Dos Santos (1929–1973), angolanischer Geistlicher und römisch-katholischer Bischof
- Armando Angelini (1891–1968), italienischer Politiker
- Armando Annuale (1884–1962), italienischer Schauspieler
- Armando Artigas (1891/93–?), uruguayischer Fußballspieler
- Armando Aste (1926–2017), italienischer Alpinist
- Armando Bandini (1926–2011), italienischer Schauspieler und Synchronsprecher
- Armando Baptista-Bastos (1934–2017), portugiesischer Romancier, Essayist und politischer Journalist
- Armando Bayo Cosgaya (1922–1972), kubanischer Diplomat
- Armando Bertorelle (1919–2013), italienischer Politiker
- Armando Bó (1914–1981), argentinischer Schauspieler, Regisseur und Komponist für Filmmusik
- Armando Borrajo (1976–2010), argentinischer Radrennfahrer
- Armando Bortolaso (1926–2019), italienischer Ordensgeistlicher, Apostolischer Vikar von Aleppo
- Armando Brambilla (1942–2011), Weihbischof im Bistum Rom
- Armando Broja (* 2001), England geboren und aufgewachsener albanischer Fußballspieler
- Armando Bucciol (* 1946), italienischer Bischof
- Armando Cabrera (* 1921), dominikanischer Komponist
- Armando Calil Bulos (1915–1999), brasilianischer Rechtsanwalt und Politiker
- Armando da Silva Carvalho (1938–2017), portugiesischer Schriftsteller und Lyriker
- Armando Casalini (1883–1924) – italienischer Politiker
- Armando Castaingdebat (* 1959), uruguayischer Politiker
- Armando Castellazzi (1904–1968), italienischer Fußballspieler und -trainer
- Armando Castillo (1932–2006), guatemaltekischer Radrennfahrer
- Armando Círio (1916–2014), brasilianischer Erzbischof italienischer Herkunft
- Armando Cooper (* 1987), panamaischer Fußballspieler
- Armando Discépolo (1887–1971), argentinischer Dramaturg, Autor und Theaterregisseur
- Armando Donoso (1886–1946), chilenischer Essayist, Journalist, Herausgeber und Literaturkritiker
- Armando Galarraga (* 1982), Baseballspieler aus Venezuela
- Armando González (Fußballspieler, 2003) (2003), mexikanischer Fußballspieler
- Armando Guebuza (* 1943), mosambikanischer Politiker (FRELIMO) und Geschäftsmann
- Armando Hart (1930–2017), kubanischer Anwalt, Revolutionär und Politiker
- Armando Heeb (* 1990), liechtensteinisch-dominikanischer Fußballspieler
- Armando Hunziker (1919–2001), argentinischer Botaniker
- Armando Iannucci OBE (* 1963), britischer Komiker, Regisseur sowie Film- und Fernsehproduzent
- Armando Izzo (* 1992), italienischer Fußballspieler
- Armando Lambruschini (1924–2004), argentinischer Admiral
- Armando Lozano (* 1984), spanischer Fußballspieler
- Armando Magnabosco (1930–1995), italienischer Politiker
- Armando Manzanero (1934–2020), mexikanischer Musiker, Sänger und Komponist
- Armando Martínez (Radsportler) (1931–1969), mexikanischer Radrennfahrer
- Armando Martínez (* 1961), kubanischer Boxer
- Armando Matteo (* 1970), italienischer römisch-katholischer Geistlicher und Theologe
- Armando Migliari (1887–1976), italienischer Schauspieler
- Armando de Miranda (1904–1975), portugiesischer Filmschaffender und Journalist
- Armando Nannuzzi (1925–2001), italienischer Kameramann
- Armando António Ortíz Aguirre (* 1952), mexikanischer Bischof
- Armando Palacio Valdés (1853–1938), spanischer Schriftsteller und Literaturkritiker
- Armando Peraza (1924–2014), kubanischer Perkussionist
- Armando Eduardo Pinto Correia (1897–1943), portugiesischer Militär und Kolonialverwalter
- Armando Rastelli (* 1974), italienischer Physiker und Hochschullehrer
- Armando Riveiro (* 1971), baskischer Fußballspieler
- Armando Rodrigues de Sá (1926–1979), millionster Gastarbeiter der Bundesrepublik Deutschland
- Armando Rodríguez Ruidíaz (* 1951), kubanischer Komponist, Gitarrist, Dudelsackspieler und Hochschullehrer
- Armando Ronca (1901–1970), italienischer Architekt
- Armando Ruinelli (* 1954), Schweizer Architekt
- Armando Sadiku (* 1991), albanischer Fußballspieler
- Armando Tobar (1938–2016), chilenischer Fußballspieler
- Armando Trovajoli (1917–2013), italienischer Pianist und Filmkomponist
- Armando Valente (1903–1997), italienischer Geher
- Armando Varricchio (* 1961), italienischer Diplomat

### Künstlername
- Armando (1929–2018), niederländischer Künstler
- Armando (Musikproduzent) (1970–1996), US-amerikanischer House-Produzent